# Semionotus
Il semionoto (gen. Semionotus) è un pesce osseo estinto, appartenente ai semionotiformi. Visse tra il Triassico medio e il Giurassico inferiore (circa 240 - 190 milioni di anni fa) e i suoi resti fossili sono stati ritrovati in Europa e in Nordamerica.

## Descrizione
Questo pesce era di piccole dimensioni e solitamente non superava la lunghezza di 15 centimetri. La specie tipo, Semionotus bergeri, era dotata di un corpo profondo e corto. I denti erano piccoli e aguzzi. Le pinne pelviche erano poste più vicino alla pinna anale che a quelle pettorali. La pinna dorsale si originava dietro alle pinne pelviche e anteriormente alla pinna anale, ed era notevolmente più grande di quest'ultima. Erano presenti fulcri basali in tutte le pinne impari e nelle pinne pettorali, e tutte le pinne erano dotati di fucri sfrangiati. Le ossa dermiche del cranio e del cinto pettorale erano lisce e non presentavano tracce di rivestimento di ganoina. Il corpo, invece, era completamente ricoperto da pesanti scaglie ganoidi romboidali. S. bergeri era caratterizzato inoltre da ossa frontali particolarmente allungate, con processi laterali antorbitali. 

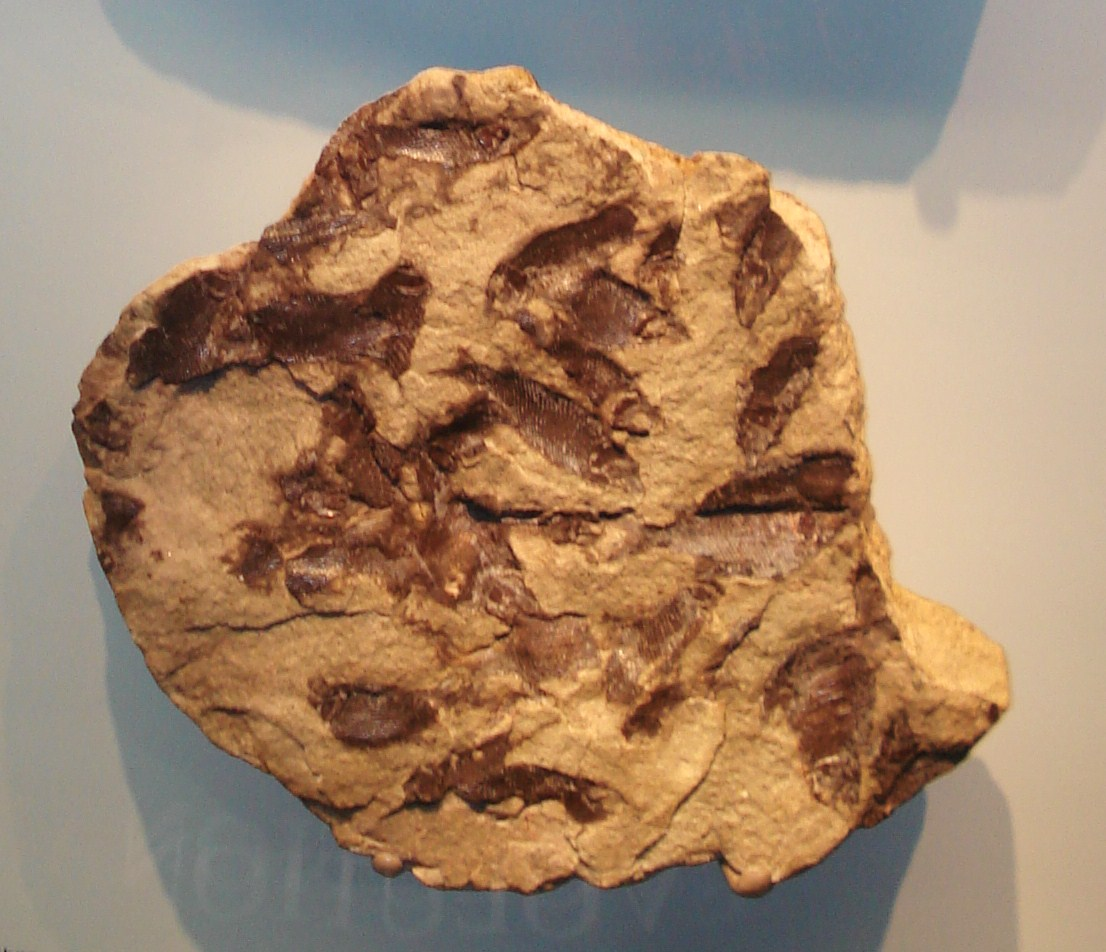
Fossili di Semionotus kapffi

## Classificazione
Il genere Semionotus venne descritto per la prima volta da Louis Agassiz nel 1832, sulla base di fossili ritrovati in terreni del Triassico superiore della Germania. La specie tipo, S. bergeri, venne definita però nel 1833, nella fondamentale opera "Recherches sur les Poissons Fossiles" dallo stesso Agassiz. Per moltissimi anni, il genere Semionotus è stato utilizzato come una sorta di "cestino dei rifiuti" per accogliere numerose specie di pesci ossei mesozoici di dimensioni medio-piccole e dalle scaglie ricoperte di ganoina. 
Recenti revisioni, tuttavia, hanno determinato che la maggior parte di queste specie non siano da attribuire a Semionotus, il quale comprenderebbe solo la specie tipo e poche altre. Semionotus bergeri è tipica del Carnico dell'Europa centrale, mentre S. kapffi proviene da terreni più recenti (Norico) sempre dell'Europa centrale. Altre specie, come  S. elegans del Triassico superiore / Giurassico inferiore del Nordamerica e S. capensis del Sudafrica, sembrerebbero appartenere a un altro ramo evolutivo, e quindi potrebbero essere ascritte a un altro genere (López-Arbarello, 2008).

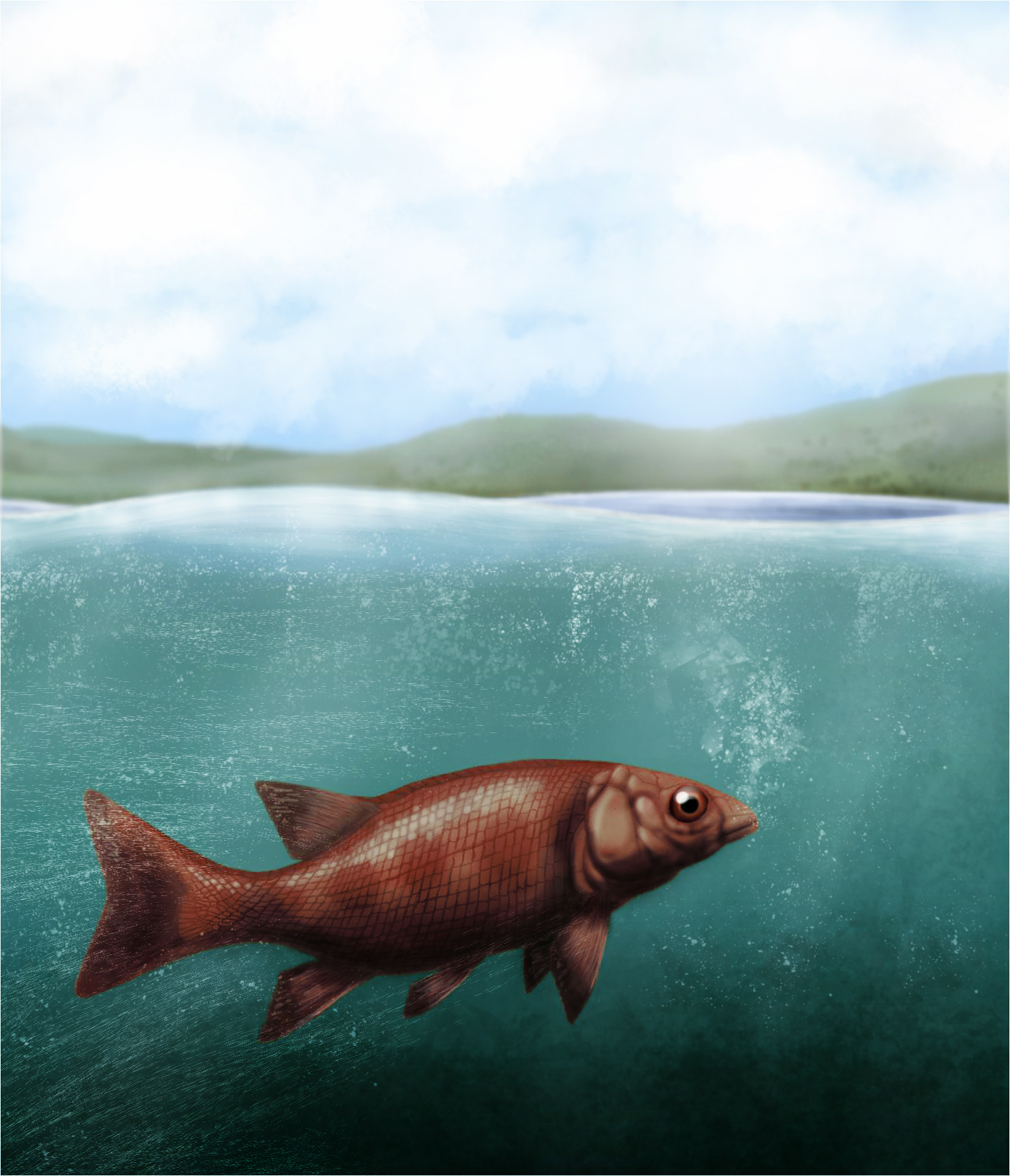
Ricostruzione di Semionotus elegans

Semionotus è il genere eponimo dei semionotiformi, un gruppo di pesci ossei arcaici tipici del Mesozoico, dal corpo rivestito da un pesante strato di ganoina.